# Imangali Tasmagambetov
Imangali Nurgaliuly Tasmagambetov (kazakh: Иманғали Нұрғалиұлы Тасмағамбетов) és un home d'estat nascut el 9 de desembre de 1956 a Novobogat a la província d'Atirau.
Primer ministre del Kazakhstan de gener 2002 a juny 2003, va ser reemplaçat pel viceprimer ministre Daniyal Akhmetov continuació al fracàs de les seves reformes agraires. És l'alcalde d'Astanà des de 2008.